# Алтуфьев, Василий Иванович
Василий Иванович Алтуфьев (около 1777, Данков — после 1837) — военный чиновник III класса, мелкопоместный дворянин, автор «Памятных домашних записок».

## Биография
Василий родился в конце 1770-х годов в Данкове Рязанской губернии в семье секретаря уездного суда Ивана Степановича Алтуфьева (конец 1730-х — 1788).
Василий Алтуфьев работал в Тамбовской Казенной палате с 1788 по 1792 годы. Затем он служил в Лейб-гвардии гренадерском полку в Санкт-Петербурге (до 1799 года). В 1798 году Василий Алтуфьев зачислился в канцелярию петербургского военного губернатора графа П. А. Палена. Дальнейшая служба Алтуфьева прошла преимущественно в гражданских учреждениях: в 1808—1837 годах он работал в учреждениях Комиссариатского департамента Военного министерства в различных городах России (Берислав, Ростов-на-Дону, Вильно, Кременчуг).
В 1799—1802 годах Алтуфьев служил казначеем при сборе за выдаваемые подорожные поверстных денег, в штате военного губернатора Петербурга. В 1802 году он был произведен в коллежские асессоры, и уже в 1803 году он был назначен в Московский почтамт (в то время служба на почте считалась весьма престижным «хлебным делом»).
Во время войны с Наполеоном 1806—1807 годов при формировании ополчения — «милиции земского войска» — Алтуфьев был назначен командиром батальона ополчения Московского уезда. Во главе батальона он дошёл до Витебска, где заболел. За службу в ополчении в 1808 году Василий Алтуфьев был награжден золотой медалью на владимирской ленте и произведен в надворные советники. В 1808 году Василий Иванович был назначен на «выгодную службу» в кригс-комиссариат, который ведал закупками снаряжения для армии.
В 1812 году Алтуфьев занимался снабжением армии Российской империи и описанием её состояния. По оставлении Москвы он ведал заготовкой припасов для армии в Коломне, затем в Рязани и Касимове. За действия в 1812 году В. И. Алтуфьев был награжден орденом Святого Владимира (IV степени).
В 1813 году Василий Алтуфьев купил имение Раздол в Калужской губернии, в 20 верстах к югу от Калуги. Он взял «временную откомандировку» и начал устройство личной жизни.
Аналогичную работу по снабжению армии Алтуфьев выполнял также и в период Русско-турецкой войны 1828—1829 годов. В 1830 году он находился в Вильно, где составил описание города после Польского восстания.
Василий Алтуфьев умер в начале 1840-х или в 1849 году.

## Записки
С 1780-х по 1837 год Василий Алтуфьев вёл подробные записи о событиях свой личной жизни, о службе, о мелочах и деталях повседневного быта как провинциального так и столичного дворянства и чиновничества. Эти записки до сих пор используются в исследованиях быта того времени.

В мемуарах встречаются примеры использования религиозной риторики применительно к хозяйству для достижения той или иной рациональной цели. Так, мемуарист [Василий Иванович] Алтуфьев, преследуя, прежде всего, свои корыстные цели — получение дополнительных рабочих рук в хозяйство, апеллировал к традиционным религиозным нормам — уважению родителей. Помещик с горечью сообщал в 1834 г[оду], что братья его жены, обязанные передать ей пятерых дворовых людей мужского пола с женами и детьми, назначенными ей по духовному завещанию их матери, не исполнили его, презрели материнскую волю, обидели сестру и «осрамили себя пред светом».
— М. В. Смахтина, «РЕЛИГИОЗНАЯ РЕГЛАМЕНТАЦИЯ...» Тамбов: Грамота (2013)

## Сочинения
- Алтуфьев В. И. Памятные домашние записки. Веденные с 1785-го г. а разное время в Москве, Ростове (на Дону), Кременчуге, Вильне и Раз-доле.— В кн.: Щукинский сборник. Вып. 8. М., 1909, с. 34—129.

## Семья
Жены: был дважды женат, вторично — на Наталье Сергеевне Ртищевой (род. 1793, свадьба состоялась 13 февраля 1816 года).
Дети: от первой жены дочь Александра, от второй — сыновья Василий (1820 — после 1866), Николая (род. 1822) и Александр (род. 1824).

## Архивные данные
- РГАДА, ф.286 Герольдмейстерская контора. On. 2. Алтуфьев Василий Иванович - Титулярный советник : Кн. 79. Л. 380-389[9].